# Дистре
Дистре (фр. Distré) насеље је и општина у западној Француској у региону Лоара, у департману Мен и Лоара која припада префектури Сомир.
По подацима из 2011. године у општини је живело 1714 становника, а густина насељености је износила 116,44 становника/km². Општина се простире на површини од 14,72 km². Налази се на средњој надморској висини од 46 метара (максималној 77 m, а минималној 25 m).

## Демографија
| 1962. | 1968. | 1975. | 1982. | 1990. | 2011. |
| ----- | ----- | ----- | ----- | ----- | ----- |
| 792   | 831   | 983   | 964   | 1.098 | 1.714 |

График промене броја становника у току последњих година